# David Wapner
David Wapner (Buenos Aires, Argentina, 28 de diciembre de 1957) es un poeta, narrador y músico argentino, autor de libros de poesía y de ficción, muchos de ellos para niños.

## Datos biográficos
David Wapner nació en el barrio de La Paternal de la Ciudad de Buenos Aires. Cursó en forma parcial diversas carreras (medicina, musicoterapia, profesorado en historia) al tiempo que llevaba adelante distintos proyectos como poeta y músico. En 1982 fundó la banda Gutural, que tuvo varias formaciones hasta su disolución en 1990. Publícó su primer libro de poemas, "Bulu-Bulu", en 1987, por Libros de Tierra Firme, en tanto que su primer libro de cuentos para chicos, "El otro Gardel", fue editado en 1989 por la editorial Libros del Quirquincho. Entre los años 1995 y 2006 editó la hoja literaria Extremaficción (a partir de 1998, Correo Extemaficción, e-zine). Desde 1998 vive en Israel, a donde emigró junto con su esposa, la artista visual Ana Camusso, con quien encara en coautoría obras multimedia, cortometrajes de animación y libros. Sus libros para niños han merecido en seis ocasiones el premio "Destacados de ALIJA" (IBBY de Argentina), además de recibir el "Los mejores", otorgado por el Banco del libro de Venexuela (IBBY de Venezuela). Es director de la colección de poesía para niños y jòvenes Los libros del Lagarto Obrero (2017).
"Wapner es un autor cuya obra abona en una zona poética experimental muy poco visitada por otros autores de la literatura infantil y juvenil de Argentina, y cada lectura de sus textos significa una experiencia distinta para el pequeño lector."

## Libros publicados
- Bulu - Bulu, Libros de Tierra Firme, Buenos Aires, 1987.
- El otro Gardel (relatos para niños), Libros del Quirquincho, Serie Negra, Buenos Aires, 1989.
- Algunos sucesos de la Vida y Obra del Mago Juan Chin Pérez (relatos para niños),Editorial Sudamericana, Pan Flauta, Buenos Aires, 1989.
- Tragacomedias(poesìa), Trompa de Falopo, Buenos Aires, 1993.
- El águila (nouvelle), Colección Letra Negra, Libros del Quirquincho, Buenos Aires, 1994.
- El águila (reedición), Colección Letra Negra, Página 12, Buenos Aires, 1996.
- La noche (cuentos), Plus Ultra, Buenos Aires, 1997.
- Barrosos Casos del Inspector Martinuchi (cuentos), El Ateneo, Buenos Aires,1998,
- Interland (novela), Editorial Sudamericana, Buenos Aires, 1999.
- Violenta Parra, Del Diego, Buenos Aires, 1999.
- Canción Decidida (poesía, álbum ilustrado con ilustraciones de Cristian Turdera), Pequeño Editor, Buenos Aires, 2002.
- Algunos son animales, Norma, Buenos Aires, 2003.
- Los piojemas del piojo Peddy (poemas, libro álbum con dibujos de Roberto Cubillas), Ediciones del Eclipse, Buenos Aires, 2004.
- Una novela de mil páginas, Siesta, Buenos Aires, 2007.
- Pajarraigos (relato, álbum ilustrado, con dibujos de Claudia Degliuomini), Editorial Comunicarte, Córdoba (Argentina), 2007.
- Ícaro (novela), Editorial Comunicarte, Córdoba (Argentina), 2007.
- La noche (cuentos - reedición), Eloísa Cartonera, Buenos Aires, 2007
- Pequeña Guía de la Gaturbe (poemas + CD con canciones), en coautoría con Ana Camusso, Ediciones del Eclipse, Buenos Aires, 2009.
- Tierra metida (crónicas), Macedonia, Buenos Aires, 2009
- Mardablogues (poesìa), Imprenta Argentina de Poesía, Buenos Aires, 2010
- Ínspector Martinuchi (novela), Editorial Comunicarte, Córdoba (Argentina), 2011.
- Perrupagia Amoghino Búnfeld (poesìa), Alción, Córdoba, 2012.
- La Guía Ne(c)sia (libro álbum con ilustraciones de Marc Taeger), Faktoría K de libros, Kalandraka, Pontevedra, España, 2013.
- Cabía una vez (poemas), con ilustraciones de Juan Lima. Ediciones Calibroscopio, Buenos Aires, Argentina, 2013.
- ¡Epa! (obras de títeres), con ilustraciones de Ana Camusso. Ediciones Las Bestias Peludas, Alejandro Korn, Pcia. de Buenos Aires, Argentina, 2013.
- Un auto en dirección hacia (libro álbum con dibujos de Juan Soto), Ediciones del Eclipse, Buenos Aires, 2014.
- Maltratado de Crítica (Poemas, e-book), Ediciones Revólver, Barcelona, 2014.
- Bigotel (novela, texto David Wapner y Ana Camusso, ilustraciones de Juan Lima), Editorial Comunicarte, Córdoba (Argentina), 2014.
- Cuentos que no cuento (cuentos), Longseller, Buenos Aires, 2015.
- El Infame ¡Ay! (Novela experimental, e-book), Plàstico Sagrado, Buenos Aires, 2015.
- Pozo (canciones para perros), poemas, Editorial Maravilla, Villa Ventana, Argentina, 2016.
- El águila (reedición, prólogo de Mario Méndez), Galerna Infantil, Editorial Galerna, Buenos Aires, 2017.
- Operita de Corazones, relato-álbum ilustrado (en coautoría con Ana Camusso, ilustraciones), Libros de la Terraza, Córdoba, Argentina, 2017.
- Carga, Adelante, Vamos, poemas, Ediciones Neutrinos, Rosario, Argentina, 2019.
- MALDELMEIL, relato-poema, ilustraciones de Tati Babini, Libros Silvestres, Rosario, Argentina, 2019.